# Kemenes Szabolcs
Kemenes Szabolcs (Budapest, 1986. május 18. –) labdarúgó, kapus, edző.

## Pályafutása
2010 nyarán kétéves szerződéshosszabbítást írt alá a Honvéddal.
2019 júniusában a III. Kerületi TVE vezetőedzője lett. Innen 2022 áprilisában távozott.

## Sikerei, díjai

### Ferencváros
- NB II Keleti csoport – ezüstérmes: 2006–07

### Ermis Aradippou
- Ciprusi Second Division – bajnok: 2008–09

### Bp. Honvéd
- NB I – bronzérmes: 2012–13